# Черевко Кім Михайлович
Кім Миха́йлович Черевко́ (*16 липня 1936, с. Оболонь тодішнього Оболонського району Полтавської області (тепер у Семенівському районі), УРСР, СРСР — †25 травня 2008) — український державний діяч, чиновник, господарник, міський голова Кіровограда у 1977—86 роки.

## Біографія
Черевко Кім Михайлович народився 16 липня 1936 року в селі Оболонь тодішнього Оболонського району Полтавської області (тепер у Семенівському районі) в родині робітників.
Після закінчення у 1959 році Полтавського інженерно-будівельного інституту працював на Одещині головним інженером Ширяєвської міжколгоспної будівельної організації.
У період 1963—66 років — обіймав посаду головного інженера будівельного управління № 2 тресту «Кіровоградсільбуд» (м. Знам'янка), у 1967—74 роках працював у будівельному управлінні «Гідроспецбуд» № 2 тресту «Дніпроспецбуд» на посадах начальника виробничо-технічного відділу, потім керівника управління.
У 1974 році Черевко К.М. був обраний першим заступником голови виконкому Кіровоградської міської Ради народних депутатів. 
Від 1977 по 1986 рік Кім Михайлович Черевко був головою виконкому Кіровоградської міської Ради народних депутатів. 
Потому, в 1986—1992 роках працював керівником управління капітального будівництва виконкому Кіровоградської обласної Ради народних депутатів. 
У 1992—94 роки — Черевко К.М. очолював союз будівельників Кіровоградської області, від 1994 по 1995 роки працював інспектором спеціалізованої інспекції виконавчого комітету Кіровоградської міської ради. У 1995—99 роках працював заступником директора управління ринками Кіровоградської обласної споживчої спілки.
За особистий внесок у забезпечення соціально-економічного, культурного, громадського розвитку міста неодноразово нагороджувався різними грамотами, а з нагоди 250-річчя міста Кіровограда (2004) Черевка Кіма Михайловича нагороджено Почесною грамотою Кабінету Міністрів України, у 2006 році був нагороджений золотою відзнакою виконавчого комітету Кіровоградської міської ради «За заслуги» І ступеня.
Помер К.М.Черевко 25 травня 2008 року, похований у Кіровограді.

## На чолі міста
Кім Михайлович Черевко очолив виконком Кіровоградської міської Ради народних депутатів, маючи великий досвід організаторської роботи, володіючи якостями, необхідними для успішного вирішення нагальних проблем життєдіяльності міста. 
Важливим аспектом діяльності К.М. Черевка, як голови виконкому, стало сприяння розвитку виробничого комплексу міста. Саме за час його роботи досягнуто найвищого рівня у виробництві низки підприємств міста, зокрема і флагманів кіровоградської промисловості «Червоної зірки», «Гідросили» тощо. На його ж час урядування в місті припав запуск підприємства «Друкмаш», виробника радянських брендових друкарських машинок.
Черевко К.М. всіляко сприяв соціально-економічному розвитку міста, поліпшенню його інфраструктури — під час його перебування на посаді голови виконкому була проведена розчистка і укріплення берегів р. Інгул, активно здійснювалось будівництво водогонних та каналізаційних систем міста, мостів та доріг, були проведені нові тролейбусні лінії, розпочато будівництво нових житлових мікрорайонів та житлових масивів (101-ий та 102-ий мікрорайони, житлові масиви на вулицях Пацаєва, Бєляєва, Габдрахманова, Кірова, Полтавській, сучасному проспекті Винниченка тощо); у цей же період завершено зведення автобази і готелю «Турист», готельного комплексу «Добруджа», спорткомплексу «Колос», здано в експлуатацію кінотеатр «Ятрань», будувалися аптеки, поліклініки, школи, дитячі садки (12), школи (зокрема побудовано та введено в дію 9 нових №№ 8, 10, 16, 18, 19, 20, 25, 29, 31). 
За підтримки Черевка Кіма Михайловича почали відновлюватись славні культурні традиції Кіровограда/Єлисаветграда, місто стало одним із провідних в Україні центрів народної хореографії завдяки танцювальним ансамблям «Ятрань», «Зоряни».

## Джерело-посилання
- Черевко Кім Михайлович [Архівовано 24 травня 2012 у Wayback Machine.] // Почесні громадяни міста Кіровограда на Офіційний сайт Кіровоградської міської ради